# Футбольная лига Хайленда
Лига Хайленда (англ. Highland League) — любительская футбольная лига для непрофессиональных шотландских футбольных клубов. Является пятым дивизионом в системе футбольных лиг Шотландии. В ней выступают 18 клубов. В лиге играют клубы, базирующиеся не только в самой большой области Шотландии Хайленд, но и из двух близлежащих областей Морей и Абердиншир. Это одна из трёх лиг, не входящих ни в Футбольную лигу Шотландии, ни в Шотландскую юношескую футбольную ассоциацию. Две другие лиги: Ист оф Скотланд и Соуз оф Скотланд. SHFL является полноправным членом Шотландской футбольной ассоциации.

## Бывшие члены лиги
Элгин (Третий дивизион шотландской Футбольной лиги)

Инвернесс (Шотландская Премьер-лига)

Росс Каунти (Шотландская Премьер-лига)